# Yuen Kok
Yuen Kok (kinesiska: 圓角, 圆角) är en udde i Hongkong (Kina). Den ligger i den centrala delen av Hongkong.
Terrängen inåt land är huvudsakligen kuperad, men österut är den platt.  Centrala Hongkong ligger 11,6 km norr om Yuen Kok. 